# Wongdurn Comrahong
Wongdurn Comrahong – tajska zapaśniczka walcząca w stylu wolnym. Srebrna medalistka igrzysk Azji Południowo-Wschodniej w 2003. Dziewiąta na mistrzostwach Azji w 2004 roku.